# Tasnádi László (államtitkár)
Tasnádi László (Budapest, 1953. november 4. –) magyar rendőr, politikus, a harmadik Orbán-kormány rendészeti államtitkára.

## Élete
Pályafutását Volán-ügyintézőként kezdte, majd 1978-ban szerelt fel a BRFK-hoz. 1989-ben, a rendszerváltás idején a BRFK III/II-es operatív tisztje volt. 2000-ben, az első Orbán-kormány alatt nevezték ki bűnügyi igazgatónak az APEH-nél, majd 2002 decemberében váltották le a Medgyessy-kormány idején.
2013. március 13-án vezérőrnaggyá léptette elő Áder János köztársasági elnök. 2014. június 15-től rendészeti államtitkár lett, ami múltja miatt feltűnően ellentmondott a kormányzat kommunistaellenes retorikájának. Múltja miatt lemondásra szólította fel a Fidesz-kormányzatot jellemzően támogató Civil Összefogás Fórum is közleményében. A szlovákiai SME lap is felemlegette az ellentmondást a Fidesz antikommunista retorikája és Tasnádi államtitkári kinevezése között.
2016. október 23-án a belügyminiszter előterjesztésére rendőr altábornaggyá léptették elő. Az előléptetést Lázár János miniszterelnökséget vezető miniszter kérdésre válaszolva kínosnak és kellemetlennek értékelte. Az esetet követően Tasnádi jelezte távozási szándékát posztjáról.
2016. december 10-én megbízása a miniszterelnök javaslatára megszűnt.